# Чентур
Чентур (словен. Čentur) — поселення в общині Копер, Регіон Обално-крашка, Словенія. Висота над рівнем моря: 158,9 м.